# Wilson Godfrey Harvey
Wilson Godfrey Harvey (* 8. September 1866 in Charleston, South Carolina; † 7. Oktober 1932 in Tampa, Florida) war ein US-amerikanischer Politiker (Demokratische Partei) und von 1922 bis 1923 Gouverneur des Bundesstaates South Carolina.

## Politischer Aufstieg
Wilson Harvey besuchte die Charleston High School, die er aber vorzeitig verließ, um in das Zeitungsgeschäft einzusteigen. Später betätigte er sich auch auf anderen Gebieten. So half er beim Aufbau der Enterprise Bank of Charleston, deren Präsident er im Jahr 1904 wurde. Zwischen 1903 und 1911 saß er im Stadtrat von Charleston, 1910 war er stellvertretender (Pro tempore) Bürgermeister des Ortes. Zwischen 1916 und 1920 fungierte er als Vorsitzender des Abwasserzweckverbandes (Sanitary and Drainage Commission) im Charleston County. Seit 1921 war er Vizegouverneur von South Carolina.

## Gouverneur von South Carolina
Nach dem Rücktritt des amtierenden Gouverneurs Robert Archer Cooper am 20. Mai 1922 musste er als neuer Gouverneur dessen angefangene Amtszeit bis zum 16. Januar 1923 beenden. In dieser Zeit setzte er die progressive Politik seiner Vorgänger fort. Er förderte vor allem das Schulwesen und unterstützte den Ausbau des Straßennetzes, wobei er Betonstraßen favorisierte. Nach dem Ende seiner Amtszeit widmete sich Harvey wieder seinen privaten Geschäften; unter anderem leitete er einige Versicherungsunternehmen. Wilson Harvey starb 1932 in Florida. Er war zweimal verheiratet und hatte insgesamt drei Kinder.